# Samuel Bak
Samuel Bak (ur. 12 sierpnia 1933 w Wilnie) – izraelski malarz. Jego obrazy charakteryzuje tradycyjny, zwracający uwagę mistrzostwem warsztat malarski, sytuujący artystę wśród postmodernistów.

## Życiorys
W czasie wojny został zamknięty wraz z rodzicami przez nazistów w wileńskim getcie. Jako ośmioletni chłopiec wymalowywał dla całej rodziny obowiązkowe gwiazdy Dawida. Jego dziadkowie zostali przez kolaborujących z nazistami Litwinów rozstrzelani w Ponarach w 1941, na samym początku okupacji Wilna przez Niemców. Cudem został uratowany przed śmiercią w czasie tak zwanej Kinder Aktion 27 marca 1944, kiedy to Niemcy zabili prawie wszystkie dzieci rodzin żydowskich, które nie zostały eksterminowane w czasie likwidacji gett ze względu na ich brak przydatności dla Rzeszy jako siły roboczej.
Ostatnie miesiące do wyzwolenia Samuel Bak spędził wraz z matką ukryty przez zakonnicę Marię Mikulską w klasztorze bernardynów w Wilnie. Jego ojciec, który pracował w wileńskich zakładach naprawy samochodów (HKP 526), został rozstrzelany przez Niemców w lesie ponarskim na krótko przed wyzwoleniem – 2 lub 3 lipca 1944.
Po zajęciu miasta przez Armię Czerwoną i pacyfikacji oddziałów Armii Krajowej, matka artysty zdecydowała się wyjechać z miasta. Uzyskała wraz z chłopcem prawo do „repatriacji” do Polski. Początkowo mieszkali oni w Łodzi, następnie zdecydowali się wyjechać dalej – do amerykańskiej strefy okupowanych Niemiec, gdzie od 1945 mieszkali w jednym z obozów dla uchodźców w Landsbergu nad Lechem. W 1948 Bak wyjechał wraz z matką do Izraela.
Po ukończeniu szkoły i odbyciu służby wojskowej w Izraelu, Samuel Bak wyjechał do Francji, by studiować w Akademii Sztuk Pięknych w Paryżu. W miarę jak jego obrazy uzyskiwały światowy rozgłos mieszkał kolejno we Włoszech, Izraelu, Stanach Zjednoczonych, Francji, Szwajcarii. Obecnie artysta mieszka w Stanach Zjednoczonych, koło Bostonu.
W swojej twórczości Samuel Bak niejednokrotnie nawiązuje do swego dramatycznego dzieciństwa w Wilnie. W 2001 odwiedził je po raz pierwszy od czasu wojny.
W 2017 otrzymał honorowe obywatelstwo Wilna.